# 李宗城
李 宗城（り そうじょう / リ ゾンチョン / イ ジョンチョン ）は、明代中期の政治家であり、李言恭の子である。

## 出身地
南直隷鳳陽府盱眙（現在の江蘇省盱眙県）

## 生涯
若くして文才を知られた。
明の万暦年間（1573年～1620年）、日本（倭）が朝鮮を侵略した際、兵部尚書の石星が李宗城を都督佥事（軍事官職）として推薦し、彼を正使に任命。
副使には指揮官の楊方亨が就き、日本の侵略をやめさせるために、豊臣秀吉を「日本王」に封じる案をもって派遣された。
彼らは朝鮮の釜山まで赴いたが、日本軍の勢いは増しており、李宗城は恐れをなして変装して逃げ帰った。
このことにより、彼は投獄され、辺境への流刑（戍）の刑に処された。